# Masena spektrometrija
Masena spektrometrija je tehnika kojom se analiziraju molekule na temelju njihove mase (i naboja). Prvi korak pri analizi molekula je ionizacija molekula u ionizatoru. Nastali ioni se provode kroz analizator, koji razdvaja ione u prostoru i/ili vremenu. Iz analizatora, ioni idu na detektor gdje proizvode električni signal koji se može registrirati na oscilposkopu, pisaču, računalu ili na nekom drugom uređaju.
Masena spektrometrija se koristi za:
- određivanje sastava nepoznatog uzorka (kvalitativna analiza)
- određivanje izotopskog sastava uzorka
- određivanje strukture molekula promatrajući fragmentaciju molekula
- određivanje molarne mase molekule
- određivanje količine određene tvari u uzorku (kvantitativna analiza)
- određivanje fiizikalnih i kemijskih svojstava tvari
- proučavanje ponašanja iona u vakuumu

## Ionizator
Ionizator je uređaj koji prevodi molekule u ione. Proces ionizacije obično uključuje dovođenje energije molekuli, pri čemu se izbacuje jedan ili više elektrona. Pri tom procesu može doći i do fragmentacije molekule u dva ili više fragmenata. Fragmentacija je često poželjna jer pojava fragmenata u spektru ukazuje na to od kakvih je dijelova sastavljena ispitivana molekula. Spajanjem pojedinih fragmenata može se dobiti struktura molekule. Najčešće se molekula fragmentira na različite načine, dok jedan dio ostane cijeli i u spektru daje signal s najvećom vrijednosti mase. Taj ion se naziva molekulski ion i on pokazuje masu (molarnu masu) molekule. Postoji više načina ionizacije, koji se razlikuju po količini energije koja se predaje molekuli. Metode koje predaju više energije, jače fragmentiraju molekulu, pa se takve metode neće koristiti kod molekula koje se vrlo lako raspadaju ili u slučajevima kada je potreban signal molekulskog iona.

### Elektronska ionizacija
Elektronska ionizacija (EI) koristi snop brzih elektrona, kojima se bombardiraju molekule u plinskoj fazi. Elektronski snop se proizvodi pomoću filamenta (katode) zagrijanog na visoku temperaturu provođenjem struje kroz njega. Elektroni koji izađu iz filamenta, ubrzavaju se prema pozitivno nabijenoj anodi. Variranjem potencijala između katode i anode, možemo varirati i energiju elektrona, a time i učinkovitost fragmentacije. Obično se koriste energije od oko 70 eV. Elektronska ionizacija obično jako fragmentira molekule analita.

### Ionizacija brzim atomima i ionima
Ionizacija brzim atomima (FAB; eng. Fast Atom Bombardment), i ionizacija brzim ionima (FIB; eng. Fast Ion Bombardment) koristi brze atome ili ione (4 keV-10 keV) kojima se bombardiraju molekule analita u nekakvom mediju (tzv. matrici). Obično se koriste atomi/ioni inertnih plinova (argon, ksenon). Kao matrica, koriste se: glicerol, tioglicerol, 3-nitrobenzilni alkohol, 18-kruna-6, nitrofenil-oktilni eter, sulfolan, dietilanolamin, trietanolamin. Ova ionizacija je blaža od elektronske ionizacije, pa je u spektru često vidljiv signal molekulskog iona.

### Kemijska ionizacija
Kemijska ionizacija (CI; eng. Chemical ionization) ionizira molekulu posredno, pomoću neke druge tvari. Uzorak (u plinovitom stanju) se pomiješa s nekim drugim plinom u velikom suvišku. Na dobivenu smjesu se djeluje brzim elektronima, slično kao kod elektronske ionizacije. Elektroni ioniziraju plin u suvišku, dok dobiveni ioni reagiraju s molekulama analita pri čemu ih ioniziraju. U ovoj metodi, kao medij se koriste plinovi kao što su: metan, amonijak, izobutan... Ova metoda proizvodi relativno malo fragmentacije i jasno vidljivi molekulski ion.

### Elektrosprej
Elektrosprej (ESI; eng. ElectroSpray Ionization) ionizacija ionizira analit u obliku otopine. Kao otapalo, obično se koristi nekakva tvar koja je hlapljivija od analita.   Otopljeni analit, stvara ione u otopini. Otopina se propušta kroz kapilaru u prostor pod vakuumom. Kada otopina uđe u evakuiranu komoru, ona se raspršuje u aerosol, zbog odbijanja iona u otopini. Otapalo isparava s kapljicama, ostavljajući ione analita. Ova tehnika se koristi za ionizaciju makromolekula, jer se one vrlo lako fragmentiraju. Za ovu tehniku, dodijeljena je Nobelova nagrada za kemiju za 2002. godinu.

### MALDI
MALDI (eng. Matrix-Assisted Laser Desorption/Ionization – matricom potpomognuta laserska desorpcija/ionizacija) je slabo invanzivna metoda za ionizaciju molekula. Kao matrica se koriste otopine određenih tvari u smjesi vode i organskog otapala. Analit je otopljen u matrici. Na matricu se djeluje laserom, najčešće dušikovim laserom. Matrica štiti analit od lasera, a njezinim isparavanjem i ionizacijom, ona prenosi dio naboja na analit, ionizirajući ga. MALDI tehnika je pogodna za ionizaciju biomolekula i velikih organskih molekula.

## Analizator
Analizator je uređaj koji razdvaja ione, nastale u ionizatoru po njihovoj masi i/ili naboju. 

### Magnetski sektorski analizator
Magnetski sektorski analizator se sastoji od magneta, između čijih polova prolaze ioni. Na ulasku i izlasku iz magnetskog sektora nalaze se dvije pukotine koje ograničavaju snop iona koji ulaze, odnosno onih koji izlaze iz sektora kako nebi smetali na detektoru.
Magnetsko polje djeluje na naboj u kretanju Lorentzovom silom:
{\displaystyle {\overrightarrow {F}}=q\cdot {\overrightarrow {v}}\times {\overrightarrow {B}}}
Zbog te sile, putanje iona u magnetskom polju su zakrivljene, i samo određeni ioni mogu proći kroz izlaznu pukotinu i biti detektirani na detektoru. Pretraživanje po masama se provodi mijenjanjem jakosti magnetskog polja (utječe se na radiuse zakrivljenosti iona u magnetskom polju). Zbog toga je ova metoda spora, ali odlikuje se vrlo dobrim razlučivanjem.

### Električni sektor
Električni sektor je sličan magnetskom sektoru, samo što umjesto magnetskog polja upotrebljava električno polje, a pretraživanje se obavlja promjenom napona na elektrodama. Ova metoda ima vrlo dobro razlučivanje, ali je spora, kao i kod magnetskog sektora.

### Kvadrupolni analizator
Kvadrupolni analizator se sastoji od četiri valjkste paralelne elektrode. Ioni se propuštaju između četiri elektrode. Na elektrode je priključen izvor izmjenične struje. Kroz analizator mogu proći samo određeni ioni, a pretraživanje se provodi mijenjanjem frekvencije napona.

### 'Time of flight' analizator
Time of flight analizator (TOF) ubrzava ione iz ionizatora pomoću homogenog električnog polja. Lakši ioni se jače ubrzavaju i prvi dolaze do detektora. Pretraživanje je ostvareno kašnjenjem težih iona iz analizatora. Zbog toga je ova metoda brza, ali ima manlje razlučivanje od električnog ili magnetskog sektora.

### Ionska zamka
Ionska zamka je mala kutijica s nekoliko elektroda na koje je doveden izmjenični napon i istosmjerni napon. Ion, koji uđe u zamku oscilira u zamci kompleksnim putanjama, koje se kontroliraju elektrodama s istosmjernim naponom. Ova metoda je brza i ima nisko razlučivanje.

### Ion ciklotronska rezonancija
Ion ciklotronska rezonancija ili FTMS (eng. Fourier Transform Mass Spectrometry) predstavlja tehniku analize iona po masama. Uređaj se sastoji od velikog magneta koji proizvodi homogeno magnetsko polje. Unutar magnetskog polja se nalazi niz elektroda. Ioni koji uđu u komoru spektrometra, gibaju se u kružnim putanjama unutar komore zbog magnetskog polja. Pomoću dvije elekrode, koje su postavljene okomito na smjer magnetskog polja, moguće je kontrolirati položaj iona unutar komore. Na druge dvije elektrode, smještene paralelno magnetskom polju narine se izmjenična struja određene frekvencije. To izmjenično električno polje djeluje na sve ione u komori, uređujući njihove putanje. Nakon završetka djelovanja izmjeničnim električnim poljem, promatra se prolazak iona pored detektorskih elektroda, koje su također smeštene paralelno smjeru magnetskog polja. Signal koji se dobiva s detektorskih elektroda, sadrži informaciju o svim ionima, bez obzira na njihovu masu. Na taj signal, potrebno je primijeniti matematičku operaciju - fourierovu transformaciju. Tom operacijom se dobiva se maseni spektar. Ova metoda je brza i ima veliko razlučivanje, ali je i jako skupa. S obzirom na to da je u ovakvom instrumentu moguće manipulirati ionima, moguće je provoditi različita istraživanja na njima. U Hrvatskoj postoji jedan ovakav instrument, na Institutu Ruđer Bošković.